# Kyōtarō Nishimura
Pour les articles homonymes, voir Nishimura.
Kyōtarō Nishimura (西村 京太郎, Nishimura Kyōtarō, pseudonyme de Kihachiro Yajima), né le 6 septembre 1930 à Tokyo et mort le 3 mars 2022 dans la  préfecture de Kanagawa, est un écrivain japonais de roman policier. 
Il remporte le prix Edogawa-Ranpo en 1969 pour Tenshi no shokon (天使の傷痕, « La Cicatrice de l'ange ») et le prix des auteurs japonais de romans policiers en 1980 pour Taminaru satsujin jiken, (終着駅殺人事件, « L'Affaire du meurtre de Terminal »).

## Liste des œuvres traduites en français
- 1977 : Les grands détectives n'ont pas froid aux yeux (名探偵なんか恐くない), roman traduit par Jean-Christian Bouvier, éditions Clancier-Guénaud,1988 ; Éditions Philippe Picquier, 1993 ; Picquier poche, 1997.
- 1978 : Petits Crimes japonais, huit nouvelles traduites par Jean-Christian Bouvier et Jean-Paul Gratias, Éditions Clancier-Guénaud,1988 ; Éditions Payot & Rivages (collection « Rivages/Noir »), 1998 (réédition 2018). Ce recueil comprend :
  - Métro à gogo
  - Les Bonnes Œuvres de l'agent Shibata
  - L'Amour du prochain
  - Le Jeu de la charité
  - Les Pigeons
  - L'Invitation au meurtre
  - L'Homme qui venait d'Andromède
  - Le Maître chanteur bienveillant (À noter que cette nouvelle a été éditée en 1983 de manière indépendante, dans la même traduction et avec des illustrations de F'Murr, par Gallimard dans la collection Futuropolis)
- 1982 : Les Dunes de Tottori (ミステリー列車が消えた), roman traduit par Jean-Christian Bouvier, Seuil (collection « Seuil policiers »), 1992 ; Seuil (collection « Points policiers »), 1994.